# Cabreros del Río (kommunhuvudort)
Cabreros del Río är en kommunhuvudort i Spanien.   Den ligger i provinsen Provincia de León och regionen Kastilien och Leon, i den norra delen av landet, 270 km nordväst om huvudstaden Madrid. Cabreros del Río ligger 763 meter över havet och antalet invånare är 510.
Terrängen runt Cabreros del Río är huvudsakligen platt. Cabreros del Río ligger nere i en dal som går i nord-sydlig riktning. Runt Cabreros del Río är det mycket glesbefolkat, med 5 invånare per kvadratkilometer. Närmaste större samhälle är Valencia de Don Juan, 12,2 km söder om Cabreros del Río. Trakten runt Cabreros del Río består till största delen av jordbruksmark.